# Zum heiligen Kreuz (Dielsdorf)

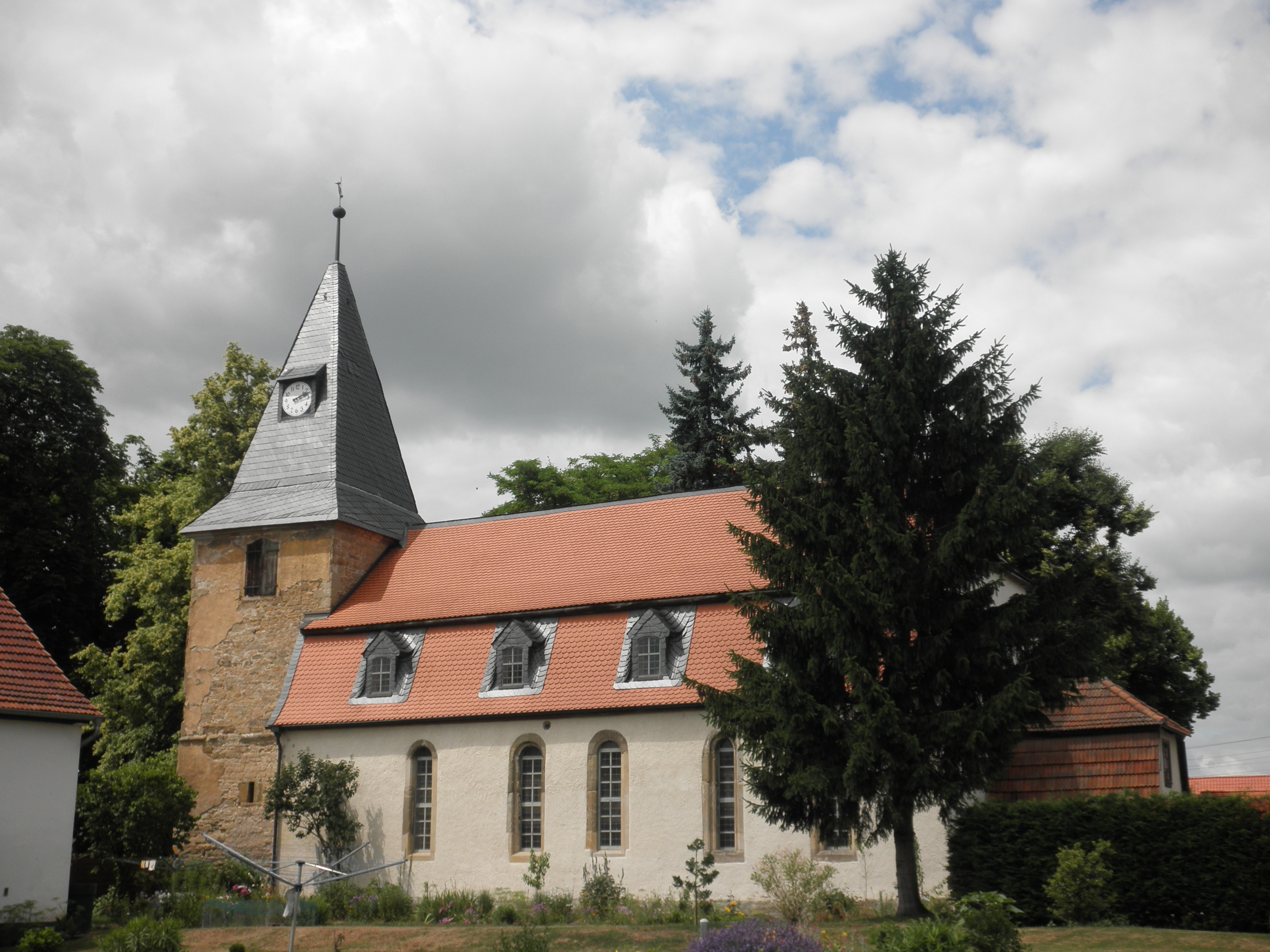
Zum heiligen Kreuz

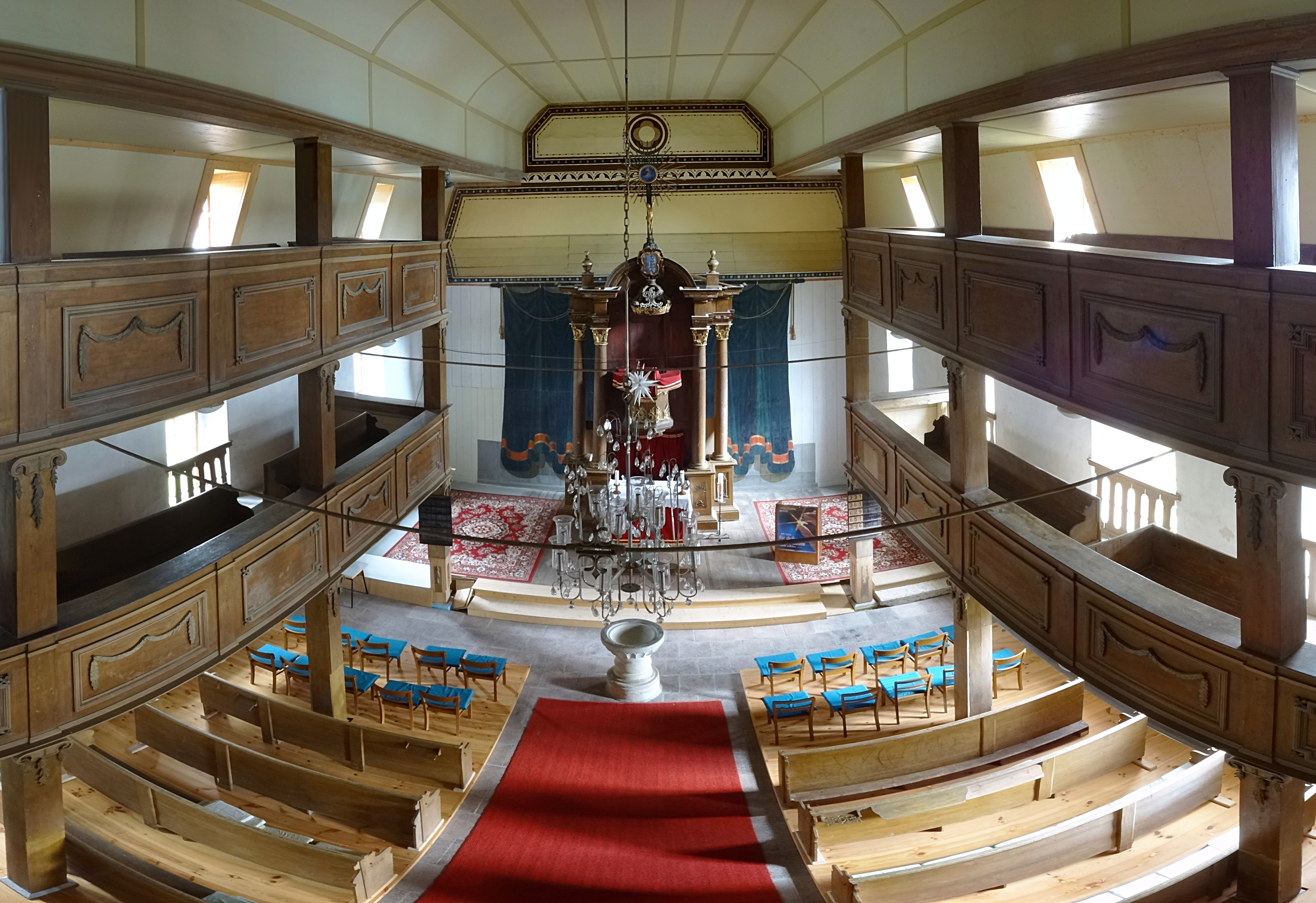
Innenansicht

Die Pfarrkirche Zum heiligen Kreuz steht in Dielsdorf, einem Ortsteil von Schloßvippach im Landkreis Sömmerda in Thüringen. Die Kirchengemeinde Dielsdorf gehört zum Pfarrbereich Schloßvippach des Kirchenkreises Apolda-Buttstädt in der Evangelischen Kirche in Mitteldeutschland.

## Beschreibung
Die barocke verputzte Saalkirche aus dem 18. Jahrhundert wurde unter Einbeziehung älterer Bausubstanz aus dem 12. Jahrhundert errichtet. Sie hat im Westen einen eingezogenen Turm und im Osten eine angebaute Sakristei. 1790, 1791 und im 19. Jahrhundert wurde die Kirche umgebaut. Das aus verputzten Bruchsteinen errichtete Kirchenschiff ist mit einem Mansarddach bedeckt. Der Innenraum hat zweigeschossige Emporen und ist mit einem hölzernen Tonnengewölbe überspannt. Der Kanzelaltar hat vier Säulen mit Blattkapitelle und ein verkröpftes Gebälk. Am Korb der Kanzel sind Rocaillen aufgelegt. Das schlichte Taufbecken trägt als Inschrift die Jahreszahl 1508. Der Schrank in der Sakristei wurde um 1600 gebaut. Die Glocke wurde um 1300 gegossen.
Die Orgel mit 13 Registern, verteilt auf 2 Manuale und Pedal, wurde um 1870 von einem unbekannten Orgelbauer gebaut.